# Дмитрієв Сергій Олександрович
Сергій Олександрович Дмитрієв (нар. 3 листопада 1978) — український футболіст, захисник.

## Життєпис
Професіональну кар'єру розпочав у клубі Першої ліги України «Шахтар-2». У клубі дебютував 10 серпня 1996 року в матчі проти чорноморського «Портовика» (1:0). У 1999 році виступав за російський клуб «Анжі» з Махачкали. У 2000 році грав за «Металург» з Донецька, але в 2001 році знову повернувся в «Анжі». Відігравши в клубі два роки, перейшов у «СКА-Енергію» з Хабаровська. З 2004 року по 2006 рік грав за криворізький «Кривбас», з яким доходив до півфіналу Кубка України. потім захищав кольори донецького «Олімпіка». Кар'єру завершив у луганській «Зорі».